# Seleção Australiana de Futebol Feminino
A Seleção Australiana de Futebol Feminino representa a Austrália nas competições de futebol feminino da FIFA.

## História
É campeã da Copa Feminina das Nações da OFC (campeonato feminino das nações da Oceania) com títulos conquistados em 1995, 1998 e 2003.
Participou de todas as edições da Copa do Mundo de Futebol Feminino desde 1995, foi eliminada na 1ª fase 1995, 1999 e 2003. Nos mundiais de 2007, 2011 e 2015 foi eliminada nas quartas de final. Em 2023, as Matildas conquistaram sua melhor colocação na história da Copa do Mundo Feminina (quarta colocação) no torneio realizado na própria Austrália e na Nova Zelândia. 
Em Olimpíadas participou de quatro edições: em 2000, 2004, 2016 e 2020. O melhor resultado foi na edição de 2020 quando chegou nas semifinais e na decisão pela medalha de bronze perdeu para os Estados Unidos e terminou na quarta colocação.
Apesar de estar há quase 20 anos como membro da AFC, a Austrália venceu a Copa da Ásia de Futebol Feminino de 2010 e está entre as melhores seleções da Ásia. 
Devido à rápida evolução que vem apresentando e o crescimento de sua popularidade tanto dentro do país como no estrangeiro, não são poucos aqueles que apontam as Matildas como uma futura potência do futebol feminino.

## Títulos
- Copa da Ásia de Futebol Feminino: 2010
- Campeonato da Oceania de Futebol Feminino: 1995, 1998 e 2003.

## Campanhas de Destaque
- Copa do Mundo de Futebol Feminino: 4º Lugar - 2023
- Copa do Mundo de Futebol Feminino: 6º Lugar - 2007
- Jogos Olímpicos: 4º lugar - 2020
- Copa da Ásia de Futebol Feminino: 2º Lugar - 2006
- Copa da Ásia de Futebol Feminino: 4º Lugar - 2008
- Campeonato da Oceania de Futebol Feminino: 2º Lugar - 1983, 1986 e 1991
- Campeonato da Oceania de Futebol Feminino: 3º Lugar - 1989

## Principais jogadoras
- Lisa De Vanna
- Cheryl Salisbury
- Sam Kerr

## Uniformes dos goleiros
| Cores do Time · Cores do Time · Cores do Time · Cores do Time · Cores do Time |